# 漢薩同盟十字勳章
漢薩同盟十字勳章（德語： Hanseatenkreuz）是由第一次世界大战期间由属于德意志帝国城邦的不来梅、汉堡和吕贝克三个汉萨城邦頒布的军事勋章。三個城邦虽然都設立了各自的十字勋章，但其设计和颁发标准十分相似。

## 設立及標準
汉萨十字勋章是经三个漢薩城邦参议院同意並共同设立的，但获批的时间却各不相同。1915年8月21日吕贝克版本的十字勋章设立，随后汉堡版本和不莱梅版本的勳章也分别于同年9月10日和9月14日设立。该十字勋章用于表彰那些在第一次世界大战中为德意志帝国立功的平民和军人。

## 描述
汉萨十字勋章只有一个级别，可以用丝带佩戴在左胸上。十字勋章正面是一個紅色琺瑯质地的条顿十字，中心分别镶嵌着三个漢薩城邦的城徽，背面則是銀色的条顿十字。三个城邦的十字勋章背面設計都相同，在中心奖章上刻有“Für Verdienst im Kriege”（“為戰爭立功”）和頒發年份“1914”。

## 頒布人數
汉堡大约授予了50,000枚汉萨十字勋章，不來梅則授予了大约20,000枚，而呂貝克是汉萨同盟城市中發行最少的，大約只授予了8000-10,000枚的汉萨十字勋章。